# Гвиански ара
Гвианският ара (Ara severus) е вид птица от семейство Папагалови (Psittacidae).

## Разпространение и местообитание
Разпространен е в Боливия, Бразилия, Венецуела, Гвиана, Еквадор, Колумбия, Панама, Перу, Суринам и Френска Гвиана.